# Olympische Winterspiele 2006/Snowboard – Halfpipe (Frauen)
Der Halfpipe-Wettbewerb der Frauen bei den Olympischen Winterspielen 2006 wurde am 13. Februar 2006 auf der Melezet Halfpipe ausgetragen. Olympiasiegerin wurde die US-Amerikanerin Hannah Teter. Silber ging an ihre Landsfrau Gretchen Bleiler und Bronze an Kjersti Buaas aus Norwegen.

## Ergebnisse

### Qualifikation
| Rang | Athletin             | Land               | 1. Lauf | 2. Lauf | Qualifikation      |
| ---- | -------------------- | ------------------ | ------- | ------- | ------------------ |
| 1    | Kelly Clark          | Vereinigte Staaten | 44,9    | —       | Finale nach Lauf 1 |
| 2    | Gretchen Bleiler     | Vereinigte Staaten | 41,6    | —       | Finale nach Lauf 1 |
| 3    | Hannah Teter         | Vereinigte Staaten | 39,9    | —       | Finale nach Lauf 1 |
| 4    | Cheryl Maas          | Niederlande        | 38,6    | —       | Finale nach Lauf 1 |
| 5    | Shiho Nakashima      | Japan              | 35,5    | —       | Finale nach Lauf 1 |
| 6    | Doriane Vidal        | Frankreich         | 34,5    | —       | Finale nach Lauf 1 |
| 7    | Torah Bright         | Australien         | 32,0    | 43,1    | Finale nach Lauf 2 |
| 8    | Kjersti Buaas        | Norwegen           | 19,2    | 41,9    | Finale nach Lauf 2 |
| 9    | Manuela Pesko        | Schweiz            | 7,1     | 36,9    | Finale nach Lauf 2 |
| 10   | Elena Hight          | Vereinigte Staaten | 33,1    | 36,8    | Finale nach Lauf 2 |
| 11   | Sōko Yamaoka         | Japan              | 28,5    | 35,6    | Finale nach Lauf 2 |
| 12   | Chikako Fushimi      | Japan              | 13,0    | 34,8    | Finale nach Lauf 2 |
| 13   | Sophie Rodriguez     | Frankreich         | 33,9    | 33,8    |                    |
| 14   | Tania Detomas        | Italien            | 29,7    | 33,6    |                    |
| 15   | Sarah Conrad         | Kanada             | 19,4    | 33,5    |                    |
| 16   | Juliane Bray         | Neuseeland         | 17,1    | 32,2    |                    |
| 17   | Paulina Ligocka      | Polen              | 31,8    | 31,8    |                    |
| 18   | Holly Crawford       | Australien         | 19,0    | 29,9    |                    |
| 19   | Cécile Alzina        | Frankreich         | 25,7    | 28,0    |                    |
| 20   | Kate Foster          | Großbritannien     | 16,4    | 24,7    |                    |
| 21   | Dominique Vallée     | Kanada             | 31,5    | 24,5    |                    |
| 22   | Anna Olofsson        | Schweden           | 27,4    | 24,4    |                    |
| 23   | Maëlle Ricker        | Kanada             | 25,9    | 23,2    |                    |
| 24   | Kendall Brown        | Neuseeland         | 22,9    | 22,4    |                    |
| 25   | Romina Masolini      | Italien            | 12,7    | 20,5    |                    |
| 26   | Queralt Castellet    | Spanien            | 20,5    | 18,3    |                    |
| 27   | Mercedes Nicoll      | Kanada             | 33,0    | 17,5    |                    |
| 28   | Pan Lei              | China              | 15,6    | 16,0    |                    |
| 29   | Swetlana Winogradowa | Russland           | 6,9     | 13,8    |                    |
| 30   | Clara Villoslada     | Spanien            | 10,3    | 11,4    |                    |
| 31   | Sun Zhifeng          | China              | 11,3    | 10,2    |                    |
| 32   | Marija Prussakowa    | Russland           | 8,5     | 8,2     |                    |
| 33   | Lesley McKenna       | Großbritannien     | 1,4     | 5,2     |                    |
| 34   | Melo Imai            | Japan              | 7,2     | 1,4     |                    |

### Finale
| Rang | Athletin         | Land               | 1. Lauf | 2. Lauf | Bester Lauf |
| ---- | ---------------- | ------------------ | ------- | ------- | ----------- |
| 1    | Hannah Teter     | Vereinigte Staaten | 44,6    | 46,4    | 46,4        |
| 2    | Gretchen Bleiler | Vereinigte Staaten | 41,5    | 43,4    | 43,4        |
| 3    | Kjersti Buaas    | Norwegen           | 40,9    | 42,0    | 42,0        |
| 4    | Kelly Clark      | Vereinigte Staaten | 41,1    | 38,1    | 41,1        |
| 5    | Torah Bright     | Australien         | 17,0    | 41,0    | 41,0        |
| 6    | Elena Hight      | Vereinigte Staaten | 29,4    | 37,8    | 37,8        |
| 7    | Manuela Pesko    | Schweiz            | 35,9    | 14,2    | 35,9        |
| 8    | Doriane Vidal    | Frankreich         | 26,1    | 35,7    | 35,7        |
| 9    | Shiho Nakashima  | Japan              | 33,1    | 30,6    | 33,1        |
| 10   | Sōko Yamaoka     | Japan              | 22,4    | 32,7    | 32,7        |
| 11   | Cheryl Maas      | Niederlande        | 8,7     | 16,5    | 16,5        |
| 12   | Chikako Fushimi  | Japan              | 9,5     | 15,6    | 15,6        |